# Sbogar
Sbogar je priimek več znanih Slovencev:
- Janez Marija Sbogar (1654—1701), duhovnik, teološki pisec